# 山之内宏行
山之内宏行（やまのうち ひろゆき、1968年）は、タカラトミーのベーシック事業部トミカ企業部の企画開発課 係長。

## 経歴
1990年に入社。トミカの前はプラレールの開発に携わった。2006年からはトミカの開発に異動。

## 人物
2016年現在トミカシリーズとロングトミカの企画開発を担当している。主な仕事は一部のモデルの商品ラインナップを決めて、トミカらしさを守り通すこと。愛用は鰹節削り器。自分の手で削り出すのが面白いと思っている。
記憶に残るトミカはカニクレーン。山之内にとっては開発チームに配属されたばかりの頃のトミカである。